# Kapadvanj
Kapadvanj är en ort i Indien.   Den ligger i distriktet Kheda och delstaten Gujarat, i den västra delen av landet, 800 km sydväst om huvudstaden New Delhi. Kapadvanj ligger 89 meter över havet och antalet invånare är 44 764.
Terrängen runt Kapadvanj är mycket platt. Runt Kapadvanj är det tätbefolkat, med 459 invånare per kvadratkilometer. Det finns inga andra samhällen i närheten. Trakten runt Kapadvanj består till största delen av jordbruksmark.